# 三岸節子記念美術館
三岸節子記念美術館（みぎしせつこきねんびじゅつかん）は、愛知県一宮市にある公立美術館。現在の一宮市域出身の画家で一宮市名誉市民の三岸節子の作品を収集・展示する個人美術館である。

## 建物
三岸の家業であった織物工場をイメージしたのこぎり屋根や家の土蔵を改修した土蔵展示室、ベネチアをイメージした水路などがデザインされている。

## 利用案内
開館時間
- 午前9時から午後5時まで（入館は4時30分まで）

休館日
- 月曜日（祝祭日・振替休日の場合、開館）
- 祝日の翌日（土曜・日曜日の場合、開館）
- 年末年始（12月28日～1月4日）
- その他、展示替え等による整理期間

観覧料
- コレクション展（常設展） 
  - 一般：320円（250円） / 高大生：210円（160円） / 中学生以下：無料　※（ 　）内は団体料金

- 特別展・企画展　
  - その都度定められる。

- 共通事項
  - 20名以上の団体は2割引。一宮市内在住の65歳以上の方（要証明書）、身体障害者手帳・戦傷病者手帳・精神障害者保健福祉手帳・療育手帳（ミライロID可）を持参の方（付添人1人を含む）は無料。市内市外にかかわらず小中学生無料。

- 常設展示年間観覧券（コレクション展年間パスポート）
  - 一般：640円 / 高大生：420円
  - コレクション展（常設展）に限り、何度でも入館が可能（発行日から1年以内）。

## 歴史
- 1998年（平成10年）11月3日 - 愛知県尾西市小信中島にある三岸の生家跡地に尾西市三岸節子記念美術館として開館した[4]。
- 1999年（平成11年） - 第6回愛知まちなみ建築賞を受賞した[2]。
- 2005年（平成17年）4月1日 - 尾西市が一宮市に編入合併されたことで、一宮市三岸節子記念美術館に改称した。

## 主要収蔵作品
特記なきものは三岸節子制作
- 岡田三郎助「三岸節子肖像」（1923年）[6]
- 「自画像」（1925年）[6]
- 「花・果実」（1932年）[6]
- 「月夜の縞馬」（1936年）[7]
- 「室内」（1939年）[7]
- 「二つの像」（1959年）[8]
- 「飛ぶ鳥(火の山にて)」（1962年）[9]
- 「小運河の家(1)」（1972年）[10]
- 「城のある町」（1988年）[11]
- 「さいたさいたさくらがさいた」（1998年）[12]

## 交通アクセス
- JR東海道本線 尾張一宮駅または名鉄名古屋本線・尾西線 名鉄一宮駅から名鉄バスの起ゆきで「起工高・三岸美術館前」バス停下車後、徒歩で約1分[4]。